# Zamek Bamburgh
Zamek Bamburgh (ang. Bamburgh Castle) – zamek nad brzegiem Morza Północnego w miejscowości Bamburgh, w Anglii, w hrabstwie Northumberland.

## Historia
Nieznana jest dokładna historia początków istnienia twierdzy w Bamburgh, wzniesionej na bazaltowej wychodni. Wiadomo, że prawdopodobnie znajdowała się tu stolica brytyjskiego regionalnego królestwa i że była potężna już w 547 roku. Z tego roku pochodzi pierwsza zachowana pisemna wzmianka o zamku. Jest to relacja ze zdobycia twierdzy przez anglosaskiego władcę Idę z Bernicji, który następnie uczynił z niej swoją siedzibę. Na krótko Brytowie w 590 roku odbili Bamburgh z rąk syna Idy – Hussy, ale Anglosasi odzyskali go w tym samym roku.
Nazwę Bamburgh (staroang. Bebbanburgh) twierdza zawdzięcza Etelfrydowi z Nortumbrii, który nazwał ją tak na cześć swej ukochanej żony Bebby. Stanowiła siedzibę władców Nortumbrii aż do 993, gdy została zniszczona przez wikingów. Na ruinach Normanowie wznieśli nową twierdzę, której część zachowała się do dziś. Położenie twierdzy Bamburgh predestynowało ją do tego, by stała się jednym z ważniejszych przyczółków angielskich na północnej stronie, stanowiąc barierę przeciw najazdom ze strony Szkocji. Pozostawała częścią dóbr królewskich do XIII wieku, kiedy to została przekazana rodzinie Fosterów.
W miarę upływu czasu zamek stopniowo popadał w ruinę mimo starań kolejnych właścicieli. W XIX wieku kupił go wiktoriański przemysłowiec William Armstrong i odrestaurował go. Właścicielami twierdzy są nadal jego potomkowie.

## Prace archeologiczne
Zamek Bamburgh stanowi jedno z najcenniejszych stanowisk archeologicznych z czasów Anglosasów. Profesjonalne wykopaliska prowadzone są tu od lat 60. XX wieku. Najbardziej znanym artefaktem tu odkrytym jest miecz z Bamburgh. Od 1996 roku w twierdzy i okolicach realizowany jest projekt badawczy, którego celem jest zbadanie jej pod względem historycznym i archeologicznym. W 2011 roku archeologom udało się odkryć fragment głównej komnaty fortecy Anglosasów.

## W kulturze masowej
Zamek pojawia się w balladzie The Laidly Worm of Spindleston Heugh napisanej ok. 1270 r.
Późnośredniowieczny brytyjski pisarz Thomas Malory utożsamiał zamek Bamburgh z Joyous Gard, mitycznym zamkiem Sir Launcelota z legendy arturiańskiej.
W literaturze Bamburgh, pod saską nazwą Bebbanburg, jest domem Uhtreda, głównego bohatera Opowieści saskich Bernarda Cornwella. Pojawia się albo jako ważne miejsce lub jako inspiracja dla bohatera we wszystkich książkach z serii, począwszy od The Last Kingdom, i kontynuowany w The Pale Horseman, The Lords of the North, Sword Song, The Burning Land, Death of Kings, The Pagan Lord, The Empty Throne, Warriors of the Storm, The Flame Bearer, War of the Wolf, Sword of Kings, oraz War Lord.
Zamek pojawia się również w wyścigowej grze wideo Forza Horizon 4 z 2018 roku, gdzie może zostać zakupiony przez gracza jako jeden z jego domów.